# Otto Lantschner
Otto Lantschner (* 14. August 1908 in Innsbruck; † 1. September 1989 ebenda) war ein österreichisch-deutscher Skirennläufer. Ende der 1920er- und in den 1930er-Jahren gewann er zahlreiche internationale Rennen.

## Leben
Otto Lantschner stammt wie seine Geschwister Inge, Hadwig, Gustav und Gerhard aus der berühmten Lantschner-Skifamilie und gehörte der Innsbrucker Skiläufervereinigung an. Nach der Matura studierte er Jus an der Universität Innsbruck. Seine ersten großen Erfolge feierte der 19-Jährige bei der Akademischen Weltmeisterschaft 1928 mit Siegen in Abfahrt und Kombination sowie dem vierten Platz im Slalom. 1930 waren seine besten Resultate die zweiten Plätze in der Abfahrt bei den Akademischen Weltmeisterschaften in Davos und beim ersten Kilometer-Lancé-Rennen in St. Moritz, beide Male nur geschlagen von seinem Bruder Gustav.
Zum 8. Dezember 1931 trat er der NSDAP bei (Mitgliedsnummer 686.987), Juli 1932 der SS (SS-Nummer 135.646).
Im Winter 1931 gewann Lantschner die Abfahrt von Innsbruck und wurde zum zweiten Mal Akademischer Weltmeister in der Abfahrt. Bei der ersten Skiweltmeisterschaft im schweizerischen Mürren belegte er den sechsten Abfahrtsrang. Im nächsten Winter verpasste er die Weltmeisterschaft in Cortina d’Ampezzo und feierte erst zu Saisonende in der Abfahrt, dem Slalom und der Kombination von Chamonix seine einzigen Siege. Verletzungsbedingt konnte er auch an der Weltmeisterschaft 1933 in seiner Heimatstadt nicht teilnehmen und feierte wieder erst zu Saisonende in der Abfahrt und der Kombination von St. Anton zwei Siege. Im Jahr 1934 gewann er noch die Abfahrt, den Slalom und die Kombination am Brückenberg, ehe er sich für einige Zeit aus dem Skisport zurückzog. Im Winter 1936 kehrte er noch einmal auf die Pisten zurück und feierte, nun für Deutschland startend, im Slalom und in der Kombination von Davos seine letzten beiden Siege.
Lantschners zweite Leidenschaft war der Film. Bereits 1930 und 1931 wirkte er in Arnold Fancks Filmen Stürme über dem Mont Blanc und Der weiße Rausch mit. Ebenfalls 1931 war er Darsteller im Film Osterskitour in Tirol, der von seinem Bruder Gustav produziert wurde. Im Jahr 1934 war er Produktionsassistent im NS-Propagandafilm Triumph des Willens von Leni Riefenstahl, für die er auch viele Jahre als Kameramann tätig war, unter anderem bei ihren Olympia-Filmen. Lantschner siedelte deshalb nach Berlin über, wo er auch seine spätere Ehefrau kennenlernte.